# Mondragon (Northern Samar)
Mondragon ist eine philippinische Stadtgemeinde in der Provinz Northern Samar. Sie hat 38.726 Einwohner (Zensus 1. August 2015).

## Baranggays
Mondragon ist politisch unterteilt in 24 Baranggays.
| - Bagasbas - Bugko - Cablangan - Cagmanaba - Cahicsan - Chitongco (Pob.) - De Maria - Doña Lucia - Eco (Pob.) - Flormina - Hinabangan - Imelda | - La Trinidad - Makiwalo - Mirador - Nenita - Roxas - San Agustin - San Antonio - San Isidro - San Jose - San Juan - Santa Catalina - Talolora |